# Association québécoise de pédagogie collégiale
Pour les articles homonymes, voir AQAP.
L'association québécoise de pédagogie collégiale (AQPC) est une association québécoise créée en 1981 effectuant des recherches dans le domaine de la pédagogie au niveau collégial du système d'éducation québécois.
Elle publie le magazine spécialisé Pédagogie collégiale depuis 1987. L'AQPC organise également un colloque annuel réunissant plus de 1 400 personnes s'intéressant à la pédagogie de l'enseignement supérieur.